# 天龍禪寺
天龍禪寺（天龍寺）位於臺灣嘉義市東區山子頂，原為主祀觀世音菩薩的佛寺，後在1983年改為主祀釋迦牟尼佛。其前身是臺灣佛教龍華會的本部「天龍堂」，直到1950年才改為「天龍寺」，也稱山子頂天龍寺。

## 沿革

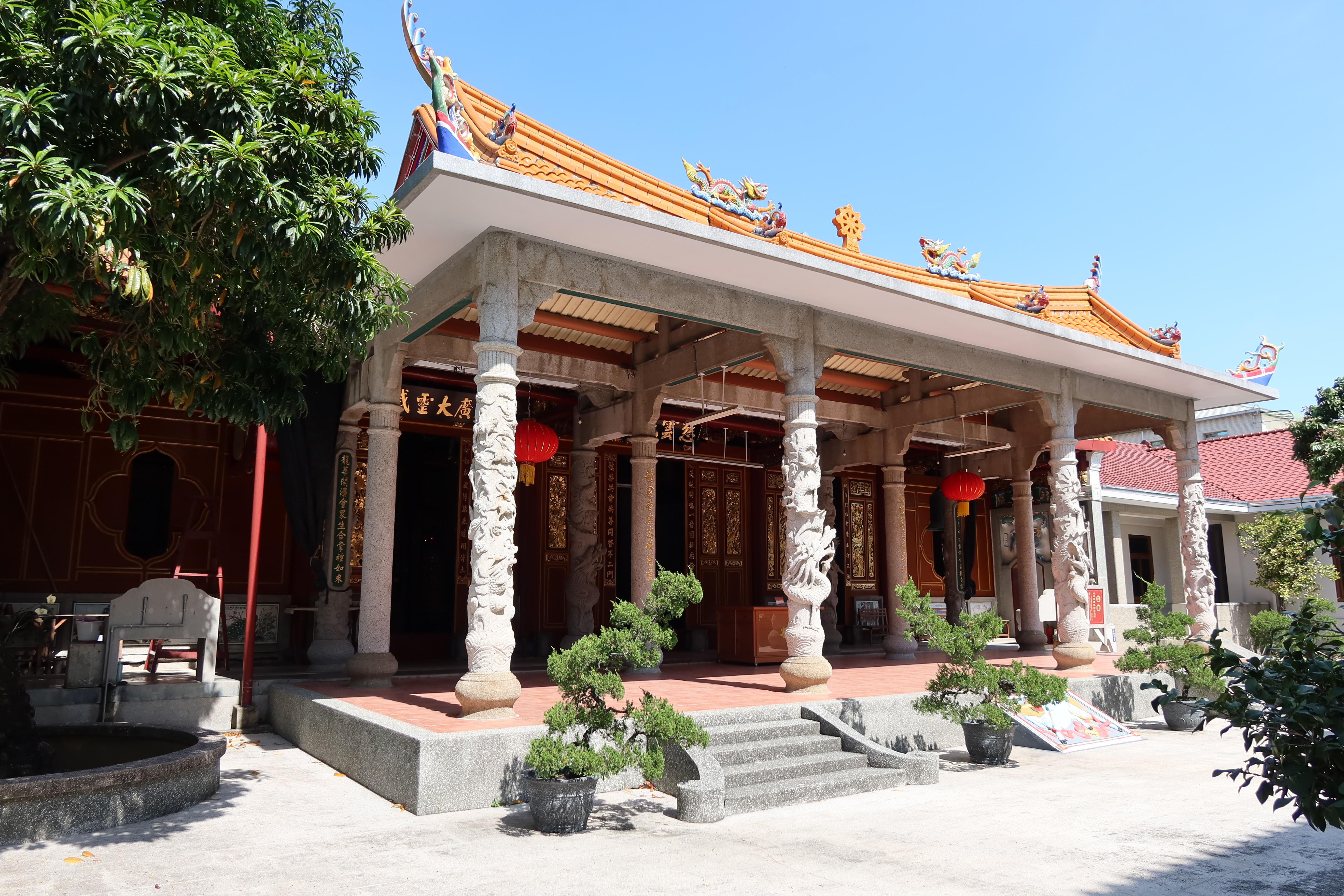
後殿（舊大殿）

### 天龍堂
臺灣日治時期大正九年（1920年）3月14日，斗南龍虎堂堂主沈國珍，邀請臺灣全島齋教代表120人創立「臺灣佛教龍華會」。最初本部設在嘉義南門外壹善堂，並在臺北、新竹、臺中、臺南四州設立28個支部。
而後臺灣佛教龍華會決定在嘉義興建新的本部「天龍堂」，於大正十三年（1924年）決定在嘉義公園附近興建金剛山天龍堂。但由於龍華會陷入財政困難，各項事業停擺，天龍堂興建一事暫被擱置。後來昭和三年（1928年）5月1日，臺灣佛教龍華會會長廖炭、先天派支部長方秀（嘉義南門外壹善堂堂主）等人打算成立「財團法人臺灣佛教龍華會」，將該會事務所設在天龍禪寺現址。同年6月廖炭等人正式發起組織「財團法人臺灣佛教龍華會」的活動，向臺灣總督府提出申請，後於昭和四年（1929年）6月獲得成立許可。也是在這一年（1929年），龍華會本部才從壹善堂遷入天龍堂。
昭和五年（1930年），陳登元接任臺灣佛教龍華會第二任會長，長期居住於天龍堂，並舉行許多活動。二次大戰後，陳登元仍擔任天龍堂住持兼嘉義縣佛教會理事長，而嘉義縣佛教會會址即設在天龍堂。

### 天龍寺
民國39年（1950年），天龍堂改為天龍寺，第一代天龍寺住持為陳登元。在第三代住持心一法師任內，民國52年（1963年）天龍寺興建了六層龍藏塔，同年也創辦了「天龍佛學院」。而後在第四代住持賢頓和尚任內，天龍寺進行了新建大雄寶殿、左殿普賢閣、右殿文殊閣等工程，並保留原本的大殿作為後殿。

## 照片

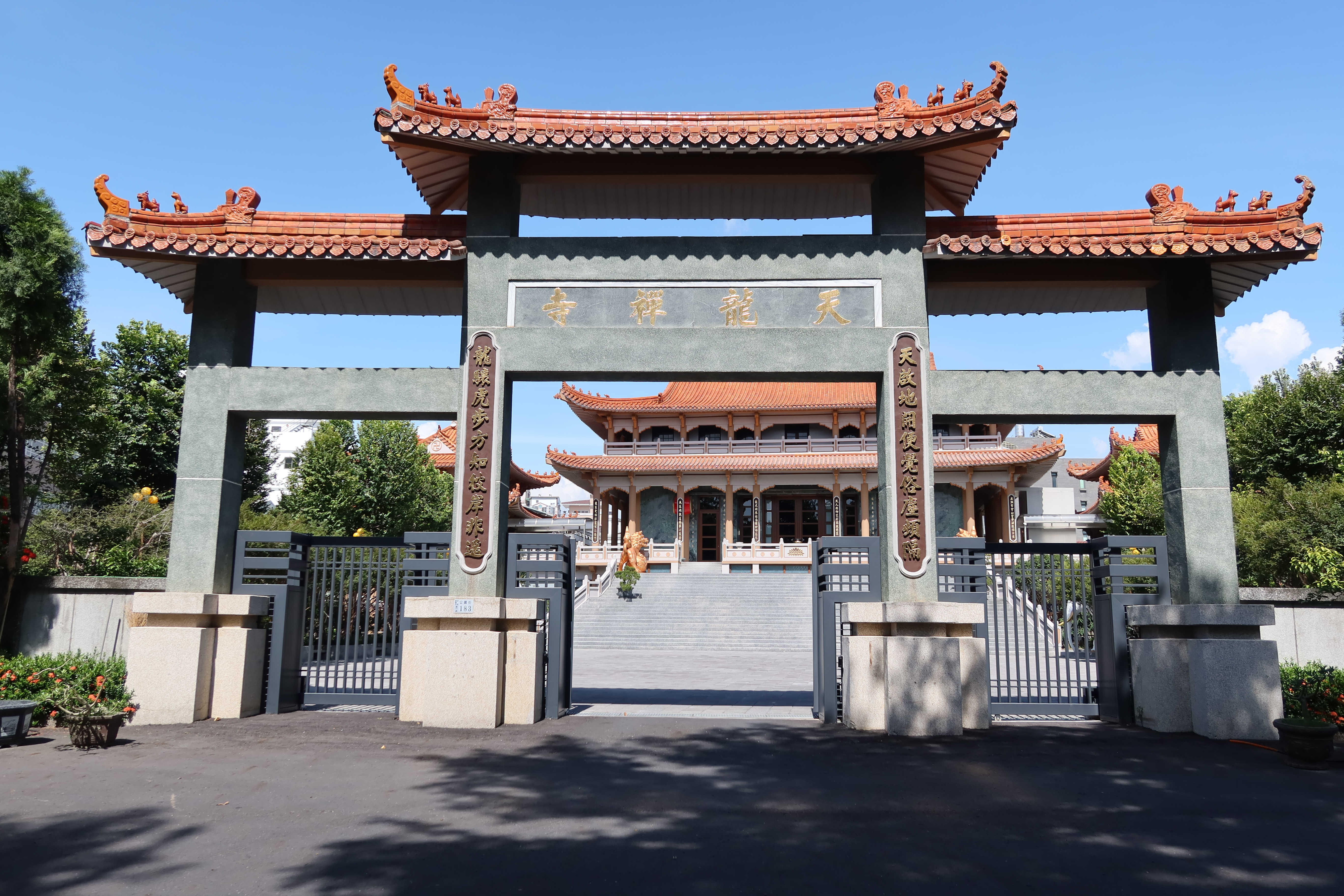
山門
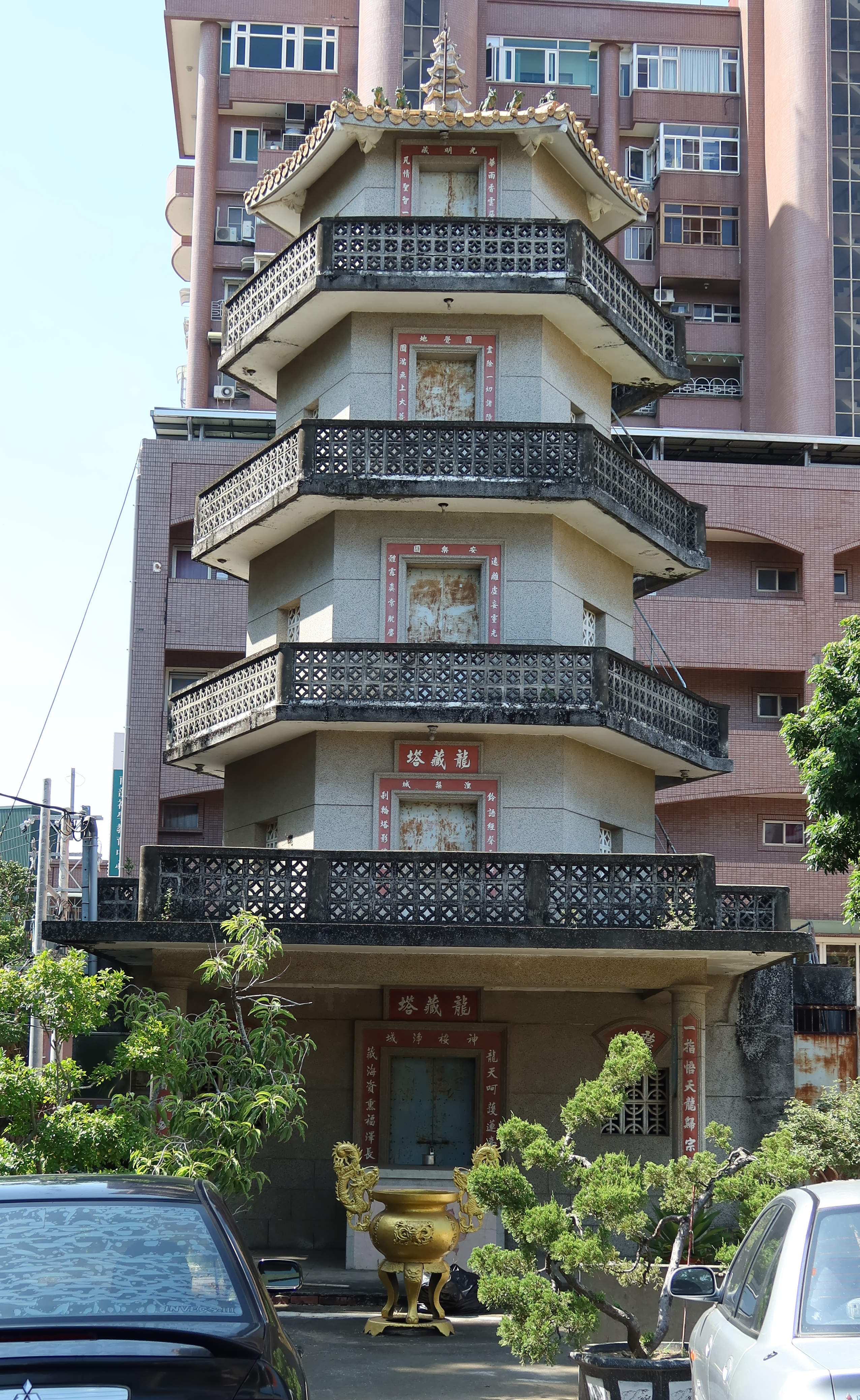
龍藏塔